# Karl Garðarsson
Karl Garðarsson (deutsche Transkription Karl Gardarsson, * 2. Juli 1960 in Reykjavík) ist ein isländischer Journalist und Politiker (Fortschrittspartei).
Karl studierte Allgemeine Literaturwissenschaft und Englisch an der Universität Island (Bachelor of Arts 1984). 1986 erhielt er einen Master in Medienwissenschaft von der University of Minnesota. Später bildete er sich am Fortbildungsinstitut der Universität Island in Betriebswirtschaftslehre weiter. 2013 erhielt er einen Bachelor in Rechtswissenschaft von der Universität Reykjavík. Er war als Reporter und in leitenden Positionen bei isländischen Radio- und Fernsehsendern und Zeitungen tätig. Mit Stand 2019 ist er Geschäftsführer des Unternehmens Frjáls fjölmiðlun („Freie Medien“), das Ende 2017 die Boulevardzeitung Dagblaðið Vísir (DV) übernommen hat.
Seit der isländischen Parlamentswahl vom 27. April 2013 war Karl Abgeordneter des isländischen Parlaments Althing für den Wahlkreis Reykjavík Süd. Er war Mitglied des parlamentarischen Verfassungs- und Aufsichtsausschusses, des Ausschusses für das Budget sowie Vorsitzender der isländischen Delegation in der Parlamentarischen Versammlung des Europarates. Zur vorgezogenen Parlamentswahl vom 29. Oktober 2016 trat Karl Garðarsson wieder an, wurde jedoch nicht gewählt. Er stand an erster Stelle der Liste der Fortschrittspartei für den Wahlkreis Reykjavík-Nord, die Partei konnte in diesem Wahlkreis aber keinen Sitz mehr erringen.